# 1374 Isora
1374 Isora eller 1935 UA är en asteroid i huvudbältet, som korsar Mars omloppsbana, som upptäcktes 21 oktober 1935 av den belgiske astronomen Eugène Joseph Delporte i Uccle. Det sägs ha fått sitt namn efter en omskrivning av namnet Rosi.